# Lake Tahoe Basin Management Unit

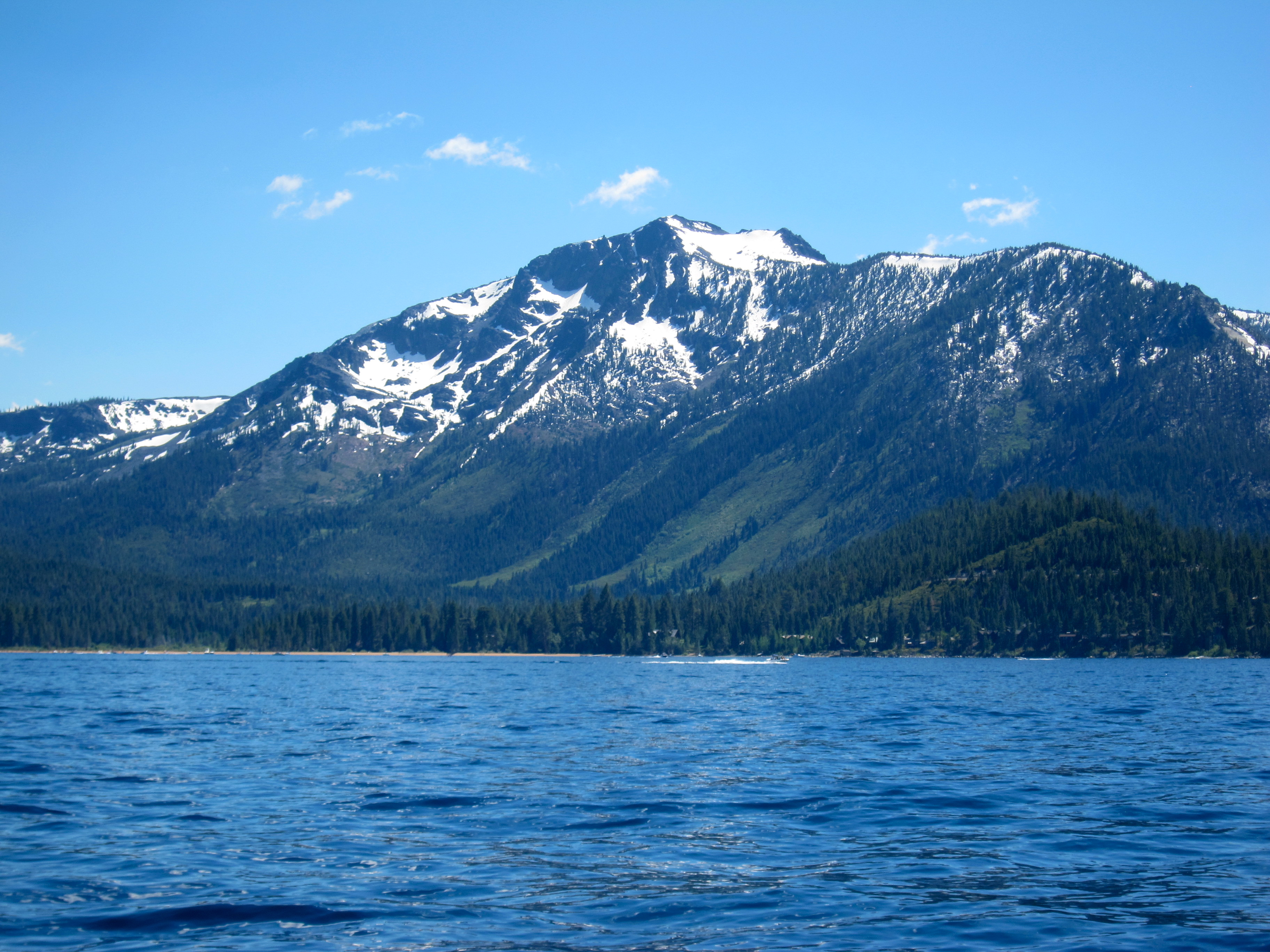
Mount Tallac in de LTBMU, gezien vanaf Lake Tahoe

Lake Tahoe Basin Management Unit (LTBMU) is een bosgebied in het Sierra Nevada-gebergte in de Verenigde Staten, dat als National Forest (hoewel het niet zo heet) onder het beheer van de United States Forest Service valt. De LTBMU omvat zo'n 773 km² land rond Lake Tahoe en in het bekken van Lake Tahoe, in Californië en Nevada. Het bosgebied ligt verspreid over Placer, El Dorado en Alpine County in Californië en Washoe en Douglas County en Carson City in Nevada.
In 1899 richtte president William McKinley het Lake Tahoe Forest Reserve op, dat de basis vormde voor drie latere National Forests in het streek rond Lake Tahoe: Tahoe National Forest, Eldorado National Forest en Toiyabe National Forest. In 1973 richtte de Forest Service de Lake Tahoe Basin Management Unit op uit delen van die drie bosgebieden, als een bijzonder soort National Forest dat gerichter zou kunnen inspelen op de speciale eisen van dit grote bekken. De naam ging oorspronkelijk iets tijdelijks zijn, maar is uiteindelijk gebleven. De LTBMU verschilt van andere National Forests doordat het een kleinere oppervlakte heeft maar wel 78% van de oppervlakte in het bekken van Lake Tahoe beheert, waardoor het een grote rol kan spelen in de bescherming van het bekken en het ecosysteem. Daarnaast omhelst het gebied zowel natuurlijke als stedelijke omgevingen. Bovendien staat de LTBMU bekend als een pionier in het onderzoek naar ecosysteem- en bosbeheer.